# Eupithecia crenata
Eupithecia crenata är en fjärilsart som beskrevs av András Vojnits 1975. Eupithecia crenata ingår i släktet Eupithecia och familjen mätare. Inga underarter finns listade i Catalogue of Life.